# Nesticella kerzhneri
Espèce
Synonymes
- Howaia kerzhneri Marusik, 1987

Nesticella kerzhneri est une espèce d'araignées aranéomorphes de la famille des Nesticidae.

## Distribution
Cette espèce se rencontre en Russie dans le kraï du Primorié, l'oblast autonome juif et l'oblast de l'Amour et en Corée du Sud,.

## Description
Le mâle holotype mesure 2,3 mm et les femelles de 2,1 à 2,8 mm.
Le mâle décrit par Omelko et Fomichev en 2020 mesure 2,22 mm et la femelle 2,50 mm.

## Systématique et taxinomie
Cette espèce a été décrite sous le protonyme Howaia kerzhneri par Marusik en 1987. Elle est placée dans le genre Nesticella car Howaia en est synonyme depuis Wunderlich, 1986.

## Étymologie
Cette espèce est nommée en l'honneur d'Izyaslav Moiseyevich Kerzhner.

## Publication originale
- Marusik, 1987 : « Three new species of the family Nesticidae (Aranei) from the fauna of the USSR. » Zoologicheskiĭ Zhurnal, vol. 66, p. 461-463.